# Aspa (äpple)
Aspa är en äppelsort vars ursprung är en kärnsådd från Aspa gård i Södra Närke. Skalet på detta äpple är mestadels grönt och köttet som är vitt är löst, saftigt och syrligt. Äpplet mognas i slutet av september och håller sig endast under en kort tid. Äpplet är främst ett ätäpple. I Sverige odlas Aspa gynnsammast i zon I–III.